# Valentin Gheorghe
Valentin Gheorghe (sinh ngày 14 tháng 2 năm 1997) là một cầu thủ bóng đá người România thi đấu cho Astra Giurgiu ở vị trí hậu vệ.